# Puls (fysik)
Puls är en temporär svängning i ett medium. Den går från en vilonivå upp till ett maximum och återgår därefter till vilonivån (nollvärdet).
När två pulser möter varandra uppstår interferens, där pulserna bildar en puls av nytt utseende, som motsvarar respektive puls sammanslagna ögonblicksamplituder.